# Noah Havard
Noah Havard (Gold Coast, 11 ottobre 2000) è un canoista australiano.

## Biografia
Ha partecipato ai Campionati mondiali di canoa sprint 2023 nel K-4 500 metri e si è classificato al quarto posto con un tempo di 1:19.905.
Alle Olimpiadi ha gareggiato nel K-4 500 metri e ha vinto la medaglia d'argento. 
In questo modo si è qualificato per le Olimpiadi estive del 2024.
Ai Giochi della XXXIII Olimpiade ha gareggiato nel K-4 500 metri e ha vinto una medaglia d'argento. 
Dopo un fotofinish, ha mancato la medaglia d'oro per 0,04 secondi.